# Jan Kruis Museum
Het Jan Kruis Museum is een stripmuseum gelegen in Orvelte in de Nederlandse gemeente Midden-Drenthe. Het museum is gewijd aan het leven en werk van de Nederlandse striptekenaar Jan Kruis.

## Geschiedenis
Er waren in 2008 al plannen voor dit museum in Midden-Drenthe. Wegens een gebrek aan geld en het uitblijven van een geschikte locatie kwam het museum er lange tijd niet. Zo mislukten eerdere pogingen in Westerbork en Witteveen. Intussen overleed Kruis ook in 2017. Eind 2018 was er een pand beschikbaar in Orvelte nadat het Apple Museum verhuisd was naar Westerbork. In januari 2019 werd bekendgemaakt dat het museum daar geopend zou worden. Het museum opende eind mei 2019.

## Collectie
Een groot deel van de tentoonstelling is gewijd aan Kruis' strip Jan, Jans en de kinderen. Verder is de expositie ook gewijd aan zijn overige werk zoals reclametekeningen, portretschilderingen van bekende Nederlanders, illustraties voor een heruitgave van Multatuli's boek Woutertje Pieterse en andere strips zoals Gregor en Sjors en Sjimmie. De Je-weet-wel-kater in het museum stond voordien in het Nederlands Stripmuseum.

## Galerij

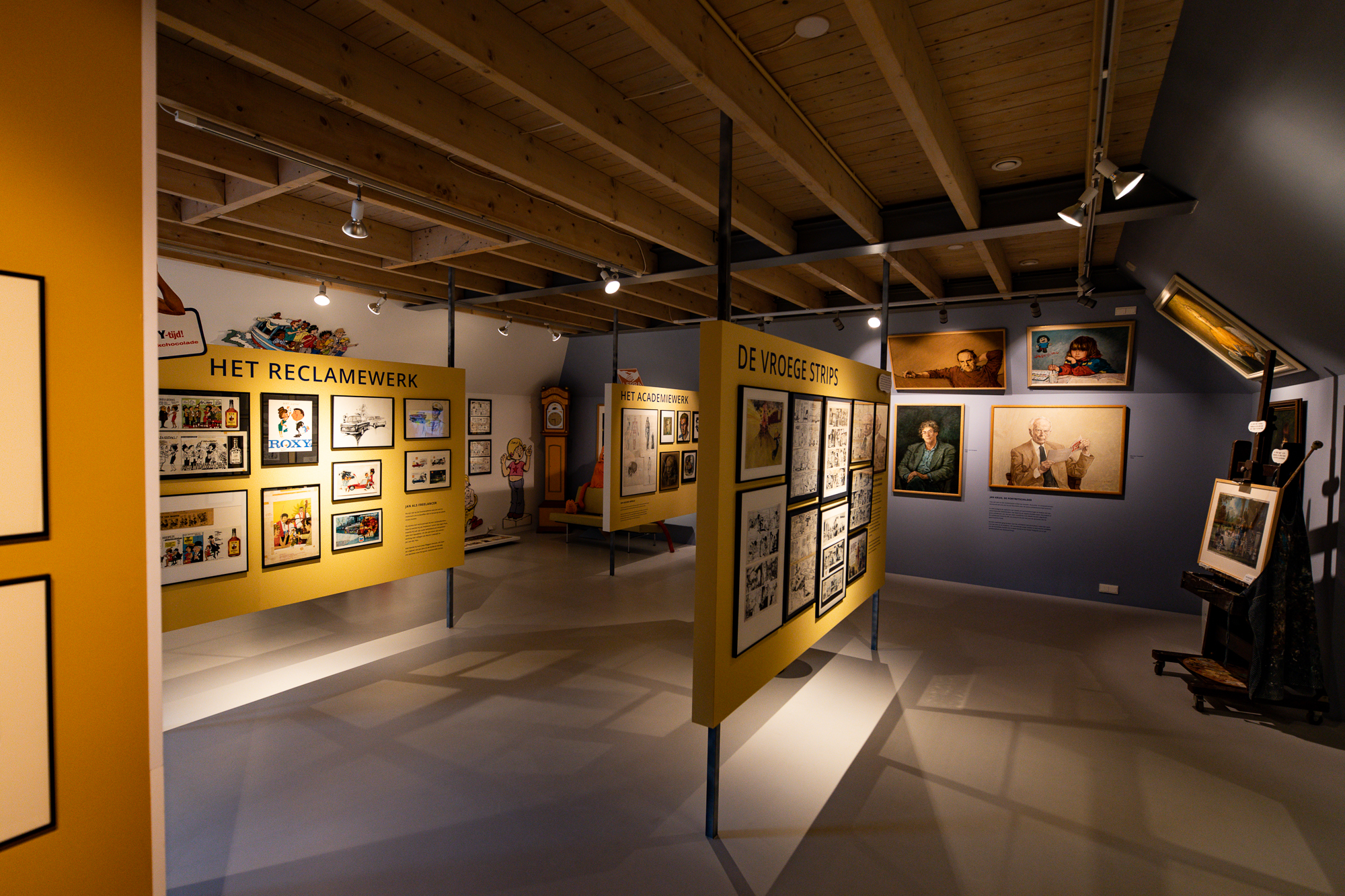
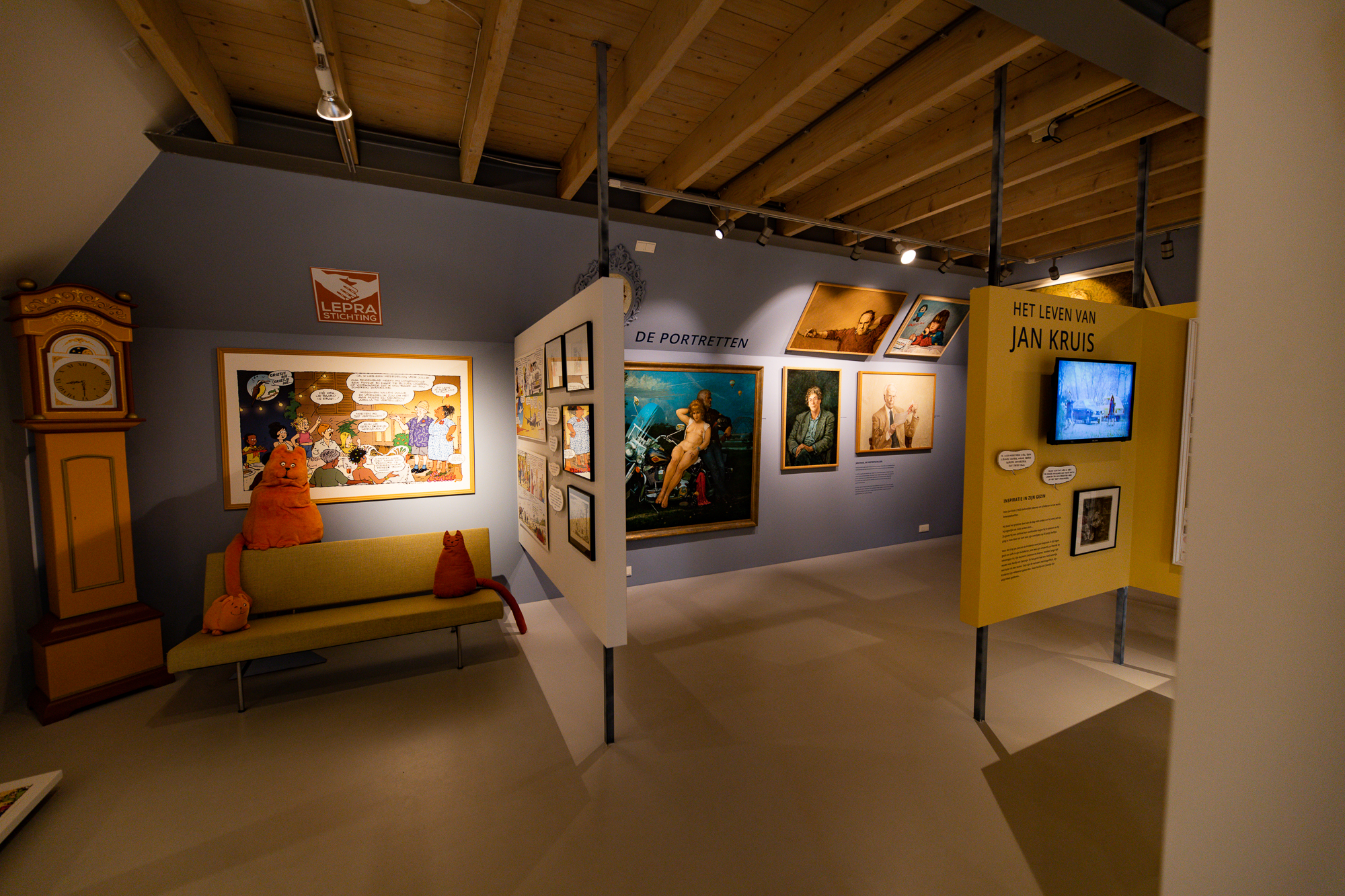